# Nostra Signora di Guadalupe

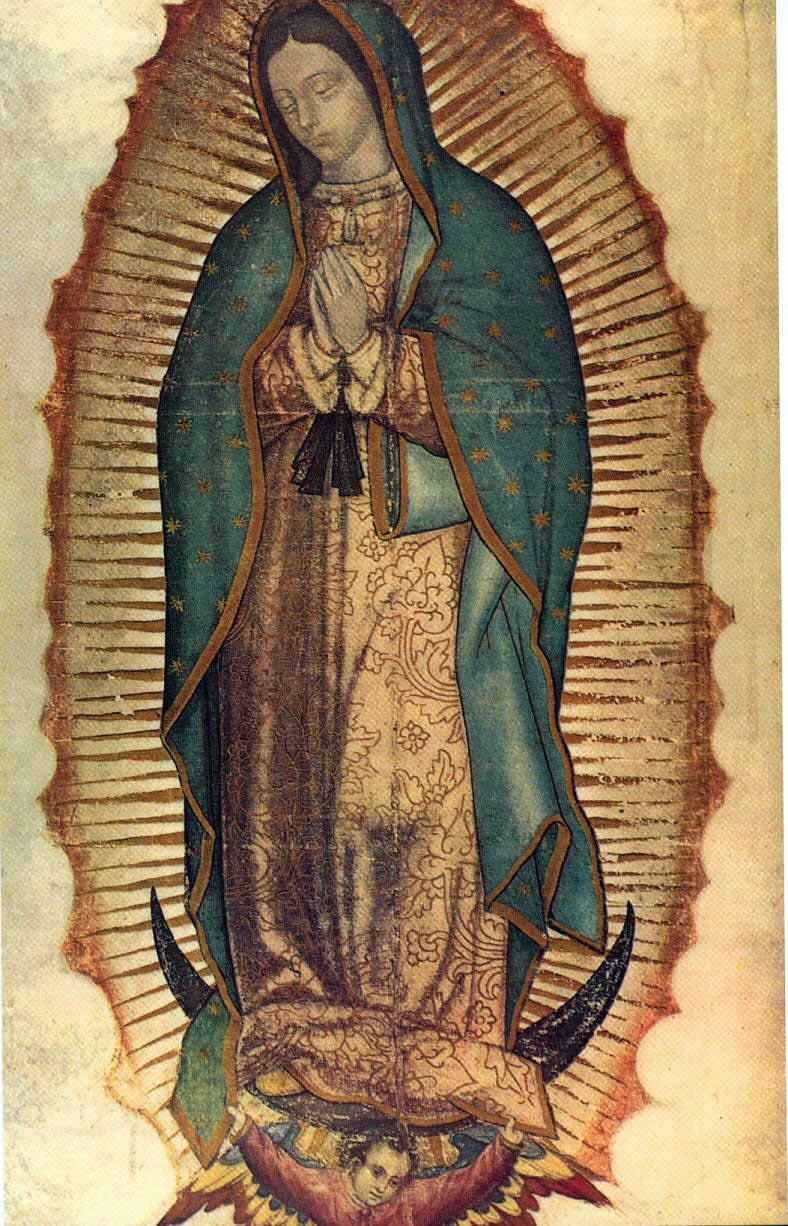
La Vergine di Guadalupe

Nostra Signora di Guadalupe (in spagnolo Nuestra Señora de Guadalupe), nota anche come la Vergine di Guadalupe (Virgen de Guadalupe), è l'appellativo con cui la Chiesa Cattolica venera Maria in seguito a un'apparizione che è avvenuta in Messico nel 1531.
Secondo la tradizione tra il 9 e il 12 dicembre 1531, sulla collina del Tepeyac a nord di Città del Messico (La Villa de Guadalupe), Maria apparve più volte a Juan Diego Cuauhtlatoatzin, uno dei primi aztechi convertiti al cristianesimo. Il nome Guadalupe venne dettato da Maria stessa a Juan Bernardino, lo zio di Juan Diego, essendogli apparsa per guarirlo da una grave malattia: alcuni hanno ipotizzato che sia la trascrizione in spagnolo dell'espressione azteca Coatlaxopeuh, "colei che schiaccia il serpente" (cfr. Genesi 3,14-15), oltre che il riferimento al Real Monasterio de Nuestra Señora de Guadalupe fondato da re Alfonso XI di Castiglia nel comune spagnolo di Guadalupe nel 1340.
In memoria dell'apparizione, sul luogo fu subito eretta una cappella, sostituita dapprima nel 1557 da un'altra cappella più grande, e poi da un vero e proprio santuario consacrato nel 1622. Infine nel 1976 è stata inaugurata l'attuale basilica di Nostra Signora di Guadalupe.
Nel santuario è conservato il mantello (tilmàtli) di Juan Diego, sul quale è raffigurata l'immagine di Maria, ritratta come una giovane nativa americana: per la sua pelle scura ella è chiamata dai fedeli Virgen morenita. Nel 1921 Luciano Pèrez, un attentatore inviato dal governo, nascose una bomba in un mazzo di fiori posti ai piedi dell'altare; l'esplosione danneggiò la basilica, ma il mantello e il vetro che lo proteggeva rimasero intatti.
Si ritiene che l'apparizione di Guadalupe, pur non essendo stata riconosciuta con un decreto ufficiale, abbia ottenuto dalla Chiesa cattolica un riconoscimento di fatto: il vescovo di allora fece costruire una cappella là dove aveva chiesto la Vergine e il veggente Juan Diego è stato proclamato santo da Papa Giovanni Paolo II il 31 luglio 2002. Secondo la dottrina cattolica queste apparizioni appartengono alla categoria delle rivelazioni private.
La Madonna di Guadalupe è venerata dai cattolici come patrona e regina di tutti i popoli di lingua spagnola e del continente americano in particolare, ridando vigore al culto di Nostra Signora del comune spagnolo di Guadalupe del XIV secolo. La sua festa si celebra il 12 dicembre, giorno dell'ultima apparizione. In Messico il 12 dicembre è festa di precetto.
La Basilica omonima è uno dei luoghi di culto più visitati dell'America.

## Il racconto delle apparizioni
Secondo il racconto tradizionale, espresso in náhuatl nel testo conosciuto come Nican Mopohua, Juan Diego avrebbe visto per la prima volta la Madonna la mattina del 9 dicembre 1531, sulla collina del Tepeyac vicino a Città del Messico. Ella gli avrebbe chiesto di far erigere un tempio in suo onore ai piedi del colle: Juan Diego corse a riferire il fatto al vescovo Juan de Zumárraga, ma questi non gli credette. La sera, ripassando sul colle, Juan Diego avrebbe visto per la seconda volta Maria, che gli avrebbe ordinato di tornare dal vescovo l'indomani. Il vescovo lo ascoltò di nuovo e gli chiese un segno che provasse la veridicità del suo racconto.
Juan Diego tornò quindi sul Tepeyac dove avrebbe visto per la terza volta la Vergine, la quale gli avrebbe promesso un segno per l'indomani. Il giorno dopo, però, Juan Diego non poté recarsi sul luogo delle apparizioni in quanto dovette assistere un suo zio, gravemente malato. La mattina dopo, 12 dicembre, lo zio appariva moribondo e Juan Diego uscì in cerca di un sacerdote che lo confessasse. Maria gli sarebbe apparsa ugualmente, per la quarta e ultima volta, lungo la strada: gli avrebbe detto che suo zio era già guarito e lo avrebbe invitato a salire di nuovo sul colle a cogliere dei fiori. Qui Juan Diego trovò il segno promesso: dei bellissimi fiori di Castiglia (rose tipiche della regione spagnola), sbocciati fuori stagione in una desolata pietraia. Egli ne raccolse un mazzo nel proprio mantello e andò a portarli al vescovo.
Di fronte al vescovo e ad altre sette persone presenti, Juan Diego aprì il mantello per mostrare i fiori: all'istante sulla tilma si sarebbe impressa e resa manifesta alla vista di tutti l'immagine della Vergine Maria. Di fronte a tale presunto prodigio, il vescovo cadde in ginocchio, e con lui tutti i presenti. La mattina dopo, Juan Diego accompagnò il presule al Tepeyac per indicargli il luogo in cui la Madonna avrebbe chiesto le fosse innalzato un tempio e l'immagine venne subito collocata nella cattedrale.

## L'immagine sul mantello

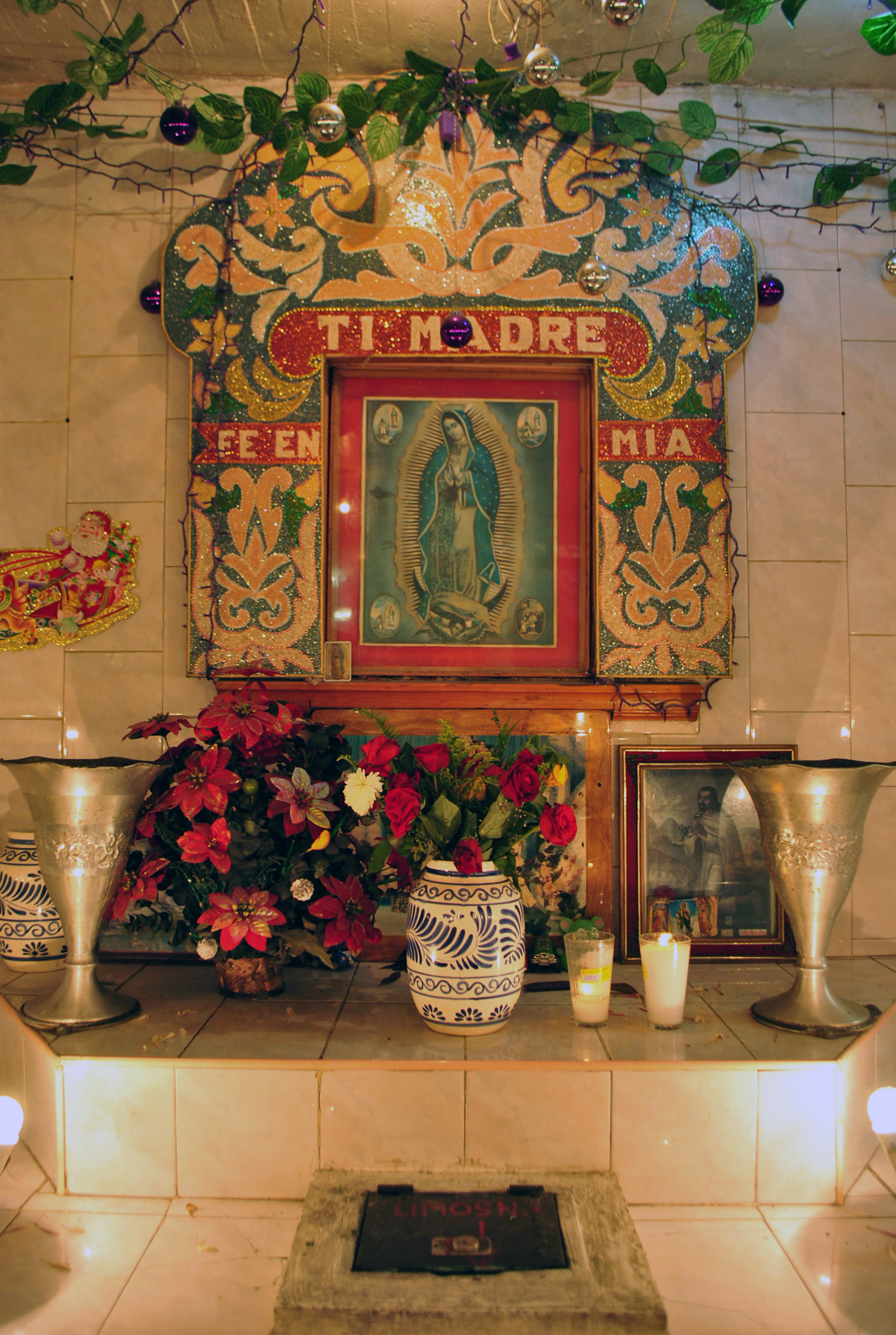
Altare in un mercato di Città del Messico.

A causa della sua origine miracolosa, l'immagine della Madonna di Guadalupe è oggetto di devozione paragonabile a quella rivolta alla Sindone. La sua fama si sparse rapidamente anche al di fuori del Messico: nel 1571 l'ammiraglio genovese Gianandrea Doria ne possedeva una copia, dono del re Filippo II di Spagna, che portò con sé sulla propria nave nella battaglia di Lepanto. Negli anni venti del XX secolo, i Cristeros, cattolici messicani che si erano ribellati al governo anticlericale, portavano in battaglia l'immagine della Virgen morenita sulle proprie bandiere.
Il mantello è del tipo chiamato tilma: si tratta di due teli di ayate (fibra d'agave) cuciti insieme. L'immagine di Maria è di grandezza lievemente inferiore al naturale, alta 143 cm. Le sue fattezze sono quelle di una giovane meticcia: la carnagione è scura. Maria è circondata dai raggi del sole e ha la luna sotto i piedi; porta sull'addome un nastro di colore viola annodato sul davanti che, tra gli aztechi, indicava lo stato di gravidanza; sotto la luna vi è un angelo dalle ali colorate di bianco, rosso e verde (i colori dell'attuale bandiera messicana), che sorregge la Vergine.
La figura ha caratteristiche particolari che la ricollegano alle divinità della religione azteca. Il mantello verde e blu che indossa la Madonna era anche un simbolo della divinità chiamata Ometeotl. La Luna è un simbolo ricorrente nelle raffigurazioni mariane e pagane, quasi sempre associato alle divinità femminili, ma molto più probabilmente la raffigurazione con raggi di sole e la luna sotto i piedi, insieme alla gravidanza e la corona di 12 stelle, proviene dal passo biblico Ap 12:1-2. Elemento non trascurabile è il luogo dell'apparizione, ovvero la collina di Tepeyac, sulla quale sorgeva un tempio dedicato alla dea locale Tonantzin, la cui pianta sacra era proprio l'agave associata all'apparizione mariana.
Alcuni autori, che hanno eseguito degli studi scientifici sul mantello, sostengono che effettivamente l'immagine non sarebbe dipinta, ma acheropita (non realizzata da mano umana); essa presenterebbe inoltre caratteristiche particolari difficili da spiegare naturalmente. Altri autori sostengono il contrario.
Principali proprietà della tilma e dell'immagine presente su di essa
- Il telo (in fibra di agave) è di immagine grossolana: gli spazi vuoti presenti tra l'ordito e la trama sono così numerosi che ci si può guardare attraverso.
- Nonostante in Messico il clima (caratterizzato da un'atmosfera ricca di salnitro) causi il rapido deterioramento dei tessuti (specialmente di quelli in fibra vegetale), la tilma invece si è conservata pressoché intatta per circa cinquecento anni[13].
- L'immagine non ha alcun tipo di fondo, tanto che si può guardare da parte a parte del telo (questo è un elemento a sostegno dell'ipotesi che si tratti di un'immagine acheropita). Già nel 1666 la tilma fu esaminata da un gruppo di pittori e di medici per osservarne la composizione: essi asserirono che era impossibile che l'immagine, così nitida, fosse stata dipinta sulla tela senza alcuna preparazione di fondo, e inoltre che nei 135 anni trascorsi dall'apparizione, nell'ambiente caldo e umido in cui era conservata, essa avrebbe dovuto distruggersi. Nel 1788, per provare sperimentalmente questo fatto, venne eseguita una copia sullo stesso tipo di tessuto: esposta sull'altare del santuario, già dopo soli otto anni era rovinata. Al contrario l'immagine originale, a distanza di quasi 500 anni, è ancora sostanzialmente intatta.
- La tecnica usata per realizzare l'immagine è un mistero: alcune parti sono affrescate, altre sembrano a guazzo altre ancora (certe zone del cielo) sembrano fatte a olio (elemento a sostegno dell'ipotesi che si tratti di un'immagine acheropita). Disegno che mostra una delle prime analisi di guadalupanos in cui si studia come sia stato possibile modellare la vergine quando ayate viene tagliato a metà e unito con un filo.

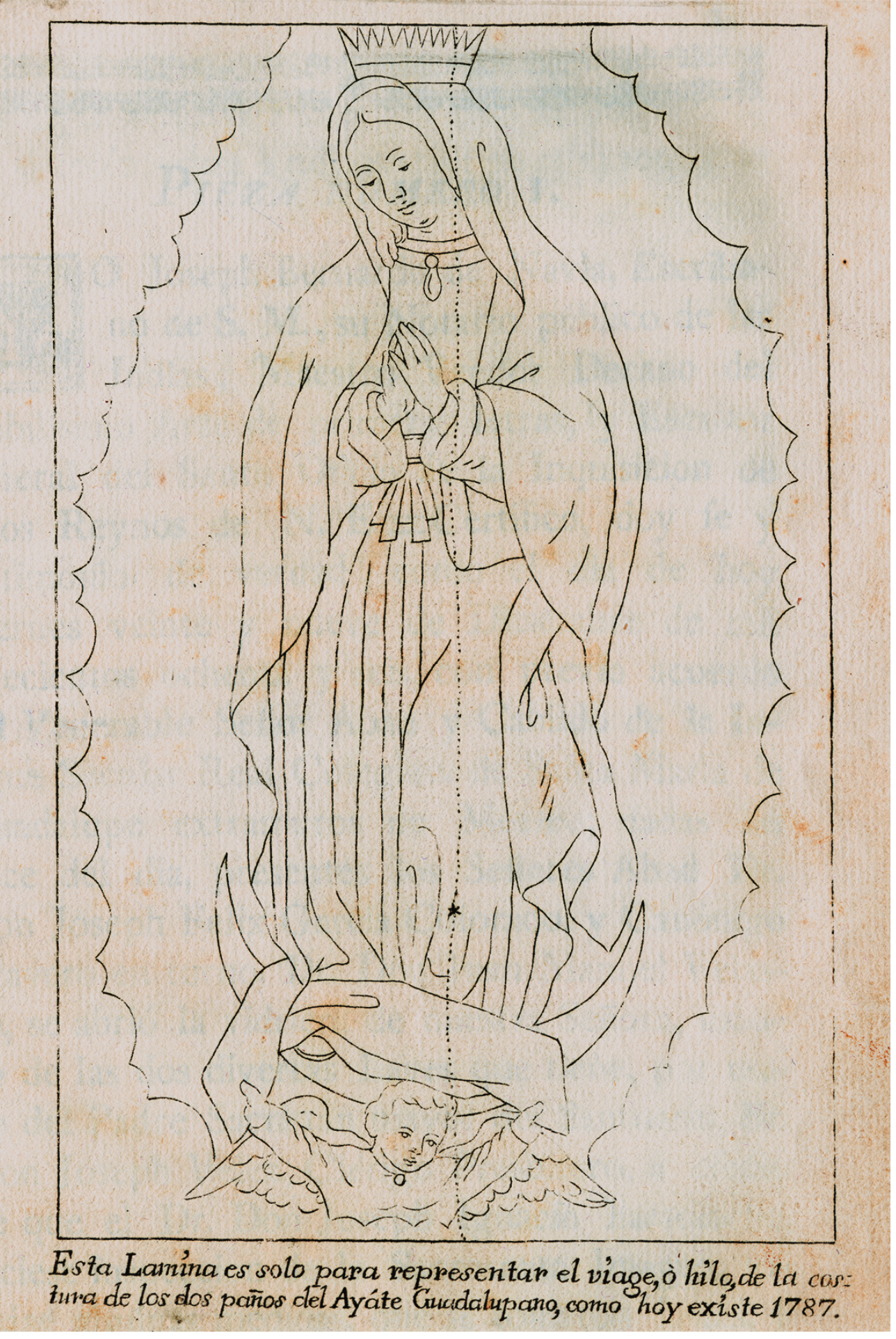
Disegno che mostra una delle prime analisi di guadalupanos in cui si studia come sia stato possibile modellare la vergine quando ayate viene tagliato a metà e unito con un filo.

- Gli Aztechi dipingevano i volti in modo elementare usando la prospettiva frontale o quella di profilo. La figura presente sulla tilma è, invece, rappresentata con la prospettiva di un volto leggermente piegato in avanti e visto di tre quarti. La realizzazione dell'immagine (se fosse stata realizzata da mano umana) richiede capacità superiori a quelle esistenti all'epoca in Messico; parimenti, nessun artista occidentale era attivo nella regione in quegli anni (elemento a sostegno dell'ipotesi dell'origine acheropita dell'immagine).
- I caratteri somatici della donna raffigurata sono quelli tipici di una persona di sangue misto, meticcia. L'immagine risale a pochi anni dopo la conquista del Messico, quando il tipo meticcio era assolutamente minoritario. La Madonna di Guadalupe prefigura un tipo di popolazione che diverrà maggioritario solo dopo alcune generazioni. Rimane un mistero come il presunto autore abbia raffigurato in forma così perfetta un soggetto allora così poco diffuso (elemento a sostegno dell'ipotesi dell'origine acheropita dell'immagine).
- La disposizione delle stelle sul manto azzurro che copre la Vergine non sembra casuale ma rispecchierebbe l'area del cielo che era possibile vedere da Città del Messico durante il solstizio d'inverno[14]. Se ne accorsero per primi gli astronomi messicani dell'epoca.
- Particolarità singolari presenti e riscontrate sugli occhi dell'immagine sono assolutamente inspiegabili se si ritiene che l'immagine sia stata realizzata da mano umana (vedi infra)[15].

Alcuni dati portati a sostegno dell'ipotesi miracolosa
- Nel 1791 si rovesciò accidentalmente acido muriatico sul lato superiore destro della tela. In un lasso di 30 giorni, senza nessun trattamento, si sarebbe ricostituito miracolosamente il tessuto danneggiato.
- Nel 1936 il chimico Richard Kuhn esaminò due fibre di colore diverso prelevate dal mantello: analizzate, non mostrarono la presenza di alcun pigmento.
- Nel 1979 Philip Serna Callahan scattò una serie di fotografie all'infrarosso. L'esame di queste foto rivelò che, mentre alcune parti dell'immagine erano dipinte (potrebbero essere state aggiunte in un secondo momento), la figura di Maria era impressa direttamente sulle fibre del tessuto; solo le dita delle mani apparivano ritoccate per ridurne la lunghezza.
- Nel 1951 il fotografo José Carlos Salinas Chávez dichiarò che in entrambe le pupille di Maria, fortemente ingrandite, si vedeva riflessa la testa di Juan Diego. Nel 1977 l'ingegnere peruviano José Aste Tonsmann analizzò al computer le fotografie ingrandite 2500 volte e affermò che si vedono ben cinque figure: Juan Diego nell'atto di aprire il proprio mantello, il vescovo Juan de Zumárraga, due altri uomini (uno dei quali sarebbe quello originariamente identificato come Juan Diego) e una donna. Al centro delle pupille si vedrebbe inoltre un'altra scena, più piccola, anche questa con diversi personaggi. Nella puntata di Voyager del 12 ottobre 2009, viene detto che i personaggi fino a quel momento trovati sono 13.
- La tilma mantiene sempre una temperatura costante di 36,6 °C, corrispondente alla temperatura media del corpo umano.[16]

Dati portati a sostegno dell'ipotesi contraria
- Elaborazioni fotografiche ottenute con tecnica di ripresa ai raggi infrarossi evidenziano alcuni ritocchi successivi e rendono lecita l'ipotesi che l'autore abbia realizzato il contorno della figura a mo' di schizzo, per poi colorarla.
- Nel 1556, nel corso di un esame del mantello, fu affermato[17] che l'effigie fosse stata dipinta dal “pittore indiano Marcos” (che alcuni studi riconducono a Marcos Cipac d'Aquino, un artista azteco dell'epoca) l'anno prima.
- Nel 1982 José Sol Rosales esaminò il tessuto al microscopio e affermò che la colorazione dell'immagine è dovuta ad alcuni pigmenti già disponibili e utilizzati nel XVI secolo.
- Le caratteristiche dell'immagine rispecchiano gli schemi dell'arte figurativa spagnola del XVI secolo, avente come oggetto le rappresentazioni mariane; la tradizione su Juan Diego invece, secondo alcuni studi, risalirebbe al secolo successivo.
- L'esistenza stessa di Juan Diego è stata decisamente messa in dubbio, anche da importanti esponenti cattolici, nel periodo del processo di canonizzazione di Juan Diego, come ad esempio da Guillermo Schulemburg Prado, membro della Pontificia Accademia Mariana e primo amministratore (per trent'anni) della basilica di Guadalupe; dall'ex nunzio apostolico messicano, Girolamo Prigione; dall'arcivescovo polacco Edward Nowak, segretario della Congregazione per le Cause dei Santi ("sull'esistenza di questo Santo si sono sempre avuti forti dubbi. Non abbiamo documenti probatori ma solo indizi. [...] Nessuna prova presa singolarmente dimostra che Juan Diego sia esistito", in un'intervista al quotidiano Il Tempo).
- L'immagine che si vede nelle pupille ha una risoluzione troppo bassa per poter affermare con certezza che vi si vedano i personaggi che alcuni affermano di riconoscere. Gli scettici liquidano questa affermazione come un caso di pareidolia, la tipica tendenza umana a ricondurre a forme note degli oggetti o dei profili dalla forma casuale.

## Approvazioni pontificie
- Papa Benedetto XIV - nella bolla papale Non est Equidem del 25 maggio 1754 dichiarò Nostra Signora di Guadalupe patrona di quella che allora si chiamava "Nuova Spagna", un'area corrispondente all'America centrale e settentrionale spagnola. Inoltre, promulgò in suo onore testi liturgici da integrarsi nella messa cattolica e nel Breviario romano.
- Papa Leone XIII - l'8 febbraio 1887 concesse un decreto per l'incoronazione della reliquia originale messicana. I riti di incoronazione furono eseguiti il 12 ottobre 1895. Per tramite della Sacra Congregazione dei Riti, il 6 marzo 1894 firmò una lettera di approvazione.
- Papa Pio X - con il decreto Gratia Quae del 16 giugno 1910, firmato e autenticato dal cardinale Rafael Merry del Val,  la dichiarò patrona della Repubblica del Messico.[18]
- Papa Pio XI concesse quanto riportato di seguito:
  - il 10 agosto 1924 concesse un decreto di incoronazione canonica per un'immagine omonima custodita a Santa Fe, in Argentina. Il decreto fu eseguito dall'arcivescovo Filippo Cortesi il 22 aprile 1928.
  - in occasione del "Secondo Congresso Nazionale Mariano" del 12 dicembre 1928, sottoscrisse un decreto di conferma del patrocinio di Nostra Signora di Guadalupe per la diocesi di Coro.
  - il 16 luglio 1935 dichiarò Nostra Signora di Guadalupe "Celeste Patrona delle Filippine", mediante un decreto firmato dal Segretario di Stato Vaticano, il cardinale Eugenio Pacelli.[19].
- Papa Pio XII concesse quanto segue: 
  - il 12 settembre 1942 annullò i precedenti decreti del luglio 1935 in sostituzione degli Impositi Nobis[20] e il 16 luglio 1958, nel Quidquid ad Dilatandum, ribadì[21] che Nostra Signora di Guadalupe era un titolo patronale da preferirsi a quello dell'"Immacolata Concezione" per le isole Filippine.
  - menzionò la venerata immagine in un discorso radiofonico pubblico, tenuto il 12 ottobre 1945 in occasione del cinquantesimo anniversario della sua incoronazione.[22]
  - il 4 marzo 1949 concedette un decreto pontificio per l'incoronazione per un'immagine omonima prodotta dallo Studio Mosaico Vaticano, immagine che fu incoronata il 26 aprile 1949 dall'Arcivescovo di Parigi, il cardinale Emmanuel Célestin Suhard.
- Papa Paolo VI concesse quanto segue:
  - il 20 marzo 1966 donò all'immagine una Rosa d'oro, opera dello scultore romano Giuseppe Pirrone. Come da tradizione, benedisse la rosa, la Domenica Laetare del 20 marzo 1966 e la consegnò al cardinale Carlo Confalonieri come suo legato, il quale la presentò in Basilica il 31 maggio 1966.[23]
- Papa Giovanni Paolo II concesse quanto segue:
  - si recò in visita al santuario il 26 gennaio 1979 e di nuovo, per la beatificazione di Juan Diego, il 6 maggio 1990.
  - il 10 dicembre 1980 firmò un decreto di incoronazione canonica per un'immagine omonima per il chiostro  dell'Ordine delle Suore Clarettiane di Suginami, in Giappone.
  - il 12 maggio 1992 dedicò l'omonima cappella all'interno delle grotte sotto la basilica di San Pietro in Vaticano.
  - l'8 ottobre 1992 controfirmò un decreto di incoronazione di un'immagine omonima della statua a Coro, in Venezuela. L'incoronazione ebbe luogo il 12 dicembre 1992.
  - il 15 settembre 1994 concesse il decreto di incoronazione dell'immagine venerata a Manzanillo, in Messico.
  - nel 2002 inserì la celebrazione liturgica di questo titolo mariano nel calendario generale romano come facoltativa.
- Papa Benedetto XVI concesse quanto segue:
  - il 9 maggio 2006 sottoscrisse un decreto di incoronazione canonica per l'immagine omonima di Cebu, nelle Filippine, che fu successivamente eseguito il 16 luglio dello stesso anno. Ciò fu il suo secondo decreto di incoronazione.
  - il 6 dicembre 2008 promulgò un decreto che elevava il santuario di Guadalupe a Coro, in Venezuela, al rango di basilica minore.
- Papa Francesco concesse quanto segue:
  - donò all'immagine una seconda rosa d'oro per mano del cardinale Marc Ouellet in occasione della presentazione nella basilica il 18 novembre 2013.[24]
  - il 14 giugno 2015 concesse una incoronazione canonica per l'immagine omonima di Villa Garcia, a Zacatecas[25].
  - nel corso della visita apostolica alla basilica il 13 febbraio 2016, donò una nuova corona d'argento placcata in oro con una preghiera di accompagnamento. Questa seconda corona è conservata all'interno della cancelleria e non è riposta sull'immagine custodita sull'altare e pubblicamente visibile.

## Altri prelati
Il cardinale Raymond Leo Burke ha composto una preghiera per una novena straordinaria di 9 mesi, dal 12 marzo al 12 dicembre 2024, festa di Nostra Signora di Guadalupe, cui è devoto.